# 胡延强
胡延强（1993年3月20日—），出生于本溪，足球运动员。现效力北京中赫国安，司职前卫。

## 职业生涯

### 俱乐部
2009年，胡延强作为山东省全运会男子足球队的一员帮助球队夺得第十一届全运会冠军，其表现获得了媒体的赞誉。胡延强在2010年夏季转会期间加盟辽宁东北虎参加中国足球乙级联赛，2011年6月由辽足梯队提拔至一线队。2011年胡延强还加入沈阳U18足球队参加了城运会。胡延强曾被视为辽足梯队的希望之星。

### 国家队
胡延强曾代表国少参加了2008年的世少赛。2010年，胡入选了国青队 。